# Elosaari (ö i Mellersta Finland)
Elosaari eller Pappilansaari är en ö i Finland. Den ligger i sjön Saarijärvi och i kommunen Saarijärvi i den ekonomiska regionen  Saarijärvi-Viitasaari och landskapet Mellersta Finland, i den centrala delen av landet, 280 km norr om huvudstaden Helsingfors. Öns area är 87,4 hektar och dess största längd är 1,6 kilometer i nord-sydlig riktning.